# پیراحمدلی
پیراحمدلی (به لاتین: Pirəhmədli) یک منطقهٔ مسکونی در جمهوری آذربایجان است که در شهرستان فضولی واقع شده‌است.